# Air Baltic
Air Baltic (Eigenschreibweise airBaltic) ist die nationale Fluggesellschaft Lettlands mit Sitz in Riga und Basis auf dem Flughafen Riga. Im Jahre 2017 hatte die Air Baltic mit gut 90 % Pünktlichkeit (definiert als „weniger als 15 Minuten Verspätung“) die beste Pünktlichkeitsquote aller Fluggesellschaften weltweit.

## Geschichte

### Gründung und erste Jahre
Air Baltic entstand als neue nationale lettische Fluggesellschaft durch den Zusammenschluss der privaten Baltic International und der staatlichen Latavio – Latvian Airlines im September 1995. An dem neuen Unternehmen war der lettische Staat mit einer Kapitalmehrheit von 51 % beteiligt. Weitere Teilhaber waren Baltic International, SAS Scandinavian Airlines und zwei Investmentfirmen. Erstes Flugzeug der neuen Gesellschaft war eine Saab 340, der im Frühjahr 1996 drei Avro RJ70 folgten. Die Übernahme der früheren Latavio-Routen konnte erst nach der langwierigen Abwicklung dieser Fluggesellschaft im Jahr 1998 durchgeführt werden, weswegen Air Baltic bis dahin in ihren strategischen Entwicklungsmöglichkeiten eingeschränkt war.
Nach dem Ausstieg der Baltic International zum Jahresende 1998 übernahm SAS im Januar 1999 deren Anteile und transferierte einige Fokker 50 für den Einsatz auf den Routen von Riga nach Kopenhagen und Stockholm. Nach der Umstrukturierung hielt der lettische Staat 52,6 % und Baltic Aviation Systems (BAS) 47,2 % der Anteile.
Von der European Regions Airline Association (ERA) wurde Air Baltic zur Fluggesellschaft des Jahres 2009/10 gewählt. Air Transport World, das bedeutendste Magazin der Branche, verlieh Air Baltic 2010 den Phoenix Award als Anerkennung für die erfolgreiche Umstrukturierung.
2008 gelangten zwei Boeing 757-200, die vorher bei Audeli Air für Iberia im Einsatz standen, zur Flotte. Die beiden Flugzeuge wurden mit Winglets ausgerüstet und einzeln in den Jahren 2011 und 2012 an TonleSap Airlines abgegeben.
Im Juni 2010 wurde eine neue Basis in Tallinn eröffnet, Air Baltic war damit erstmals in allen baltischen Staaten – Estland, Lettland und Litauen – vertreten. Allerdings wurden seitdem sowohl in Tallinn als auch in Vilnius, wo bereits zuvor eine Basis bestand, die Basen wenigstens zeitweilig wieder aufgegeben.

### Finanzaffäre und Verstaatlichung
Im Jahr 2011 geriet Air Baltic zunehmend in Liquiditätsprobleme. Die lettische Regierung (Kabinett Dombrovskis II) machte die Gewährung eines Kredits zur Erhöhung des Grundkapitals vom Rücktritt des Geschäftsführers Bertolt Flick abhängig, dem intransparente Methoden vorgeworfen wurden. Im Juni 2011 bezichtigte Flick auf einer Pressekonferenz seinerseits die Regierung, den Wert des Unternehmens durch eine Schmutzkampagne zu reduzieren, um so die Staatsanteile noch vor den Parlamentswahlen zur 11. Saeima verkaufen zu können. Im September kam es zu einem Affront, als kurzfristig mehrere Flüge der Air Baltic abgesagt wurden. Unter den Betroffenen befand sich der lettische Staatspräsident Andris Bērziņš, der nach seinem Antrittsbesuch bei der Europäischen Union in Brüssel einen Tag unfreiwilligen Aufenthalt hatte. Am 16. September, dem Tag vor der Parlamentswahl 2011, kam es laut einem Sprecher des Haupteigentümers BAS zu einer Einigung über die Geldzuschüsse.
Am 21. September 2011 meldete Air Baltic wegen eines Defizits von etwa 84 Mio. Euro unter Aufrechterhaltung des Flugbetriebs Insolvenz an. Am 27. November gab die lettische Regierung (Kabinett Dombrovskis III) eine Erhöhung des Grundkapitals bekannt. Der Staat sollte hierbei 57,6 Millionen Lats, die BAS 50 Millionen Lats investieren. Zu den Voraussetzungen der Einigung gehörte unter anderem der Rücktritt Flicks aus der Geschäftsführung. Anfang Dezember 2011 übte die lettische Regierung ihr Vorkaufsrecht aus und übernahm 99,8 % der Anteile an Air Baltic von BAS. Diese wurde somit verstaatlicht.

### Entwicklung seit 2012
Im Februar 2012 wurde Air Baltic von FlightStats als pünktlichste regionale Fluggesellschaft Europas ausgezeichnet.
Für Herbst 2013 kündigte die Gesellschaft die Ausmusterung ihrer letzten Fokker 50 an. Mittelfristig solle die Flotte ausschließlich aus den beiden Flugzeugtypen De Havilland DHC-8-400 und Airbus A220-300 bestehen. Air Baltic erhielt ihre erste A220-300 am 1. Dezember 2016 und ist damit Erstkunde dieser Version. Seit Mai 2020 wird nur noch der Airbus A220-300 eingesetzt. Für dieses Modell ist Air Baltic der zweitgrößte europäische Kunde (Stand 2023).
Im November 2015 verkaufte die lettische Regierung ein Fünftel der Aktien an den deutschen Investor Ralf-Dieter Montag-Girmes. Dieser verkaufte die Aktien im April 2017 an die dänische Charterfluggesellschaft Jet Time, die gelegentlich Flüge für Air Baltic durchführt.
Im April 2020 beschloss Air Baltic im Zuge der COVID-19-Pandemie und den erwarteten Auswirkungen einen neuen Geschäftsplan.
Im Mai 2020 beschloss die Regierung Lettlands eine Investition von 250 Millionen Euro in das Eigenkapital. Es dient zur Überwindung der COVID-19-Pandemie bedingten Finanzlage und der Umsetzung des neuen Geschäftsplans. Die Wettbewerbshüter der EU-Kommission genehmigten diese staatliche Finanzspritze Anfang Juli.
Air Baltic stellt der Lufthansa, Eurowings und der Swiss im Wet-Lease-Verfahren Flugzeuge samt Besatzungen zur Verfügung.
Lufthansa unterzeichnete eine Vereinbarung über den Erwerb von Wandelaktien der AirBaltic, die einem Anteil von zehn Prozent an der Air Baltic entsprechen. Der Kaufpreis beträgt 14 Millionen Euro. Zusätzlich erhält Lufthansa einen Sitz im Aufsichtsrat von Air Baltic. Air Baltic bereitet sich seit längerem auf einen möglichen Börsengang vor, nach dem die von Lufthansa erworbenen Wandelaktien in Stammaktien umgewandelt werden sollen, wobei der Marktpreis an der Börse darüber entscheidet, in welcher Höhe Lufthansa beteiligt bleibt. Laut Vereinbarung darf der Anteil jedoch nicht unter fünf Prozent sinken.
Bei einer Aktionärskonferenz am 7. April 2025 wurde dem bisherigen CEO Martin Gauss das Misstrauen ausgesprochen. Er wurde ad interim durch den bisherigen COO Pauls Cālītis ersetzt, ebenfalls ein ehemaliger Pilot, der seit 30 Jahren in verschiedenen Positionen bei Air Baltic tätig gewesen war. Als Grund wurden Verzögerungen beim geplanten Börsengang, die teure Refinanzierung einer Anleihe und ein Verlust von 118 Millionen Euro für 2024 gemutmaßt.
Der lettische Staat als Eigentümer möchte vor einem Börsengang eine Beteiligung von Estland und Litauen an Air Baltic erreichen.

## Flugziele
Air Baltic bedient von Riga aus Städte- und Urlaubsziele in ganz Europa sowie in Vorderasien und dem Nahen Osten.
Im deutschsprachigen Raum werden Berlin, Düsseldorf, Frankfurt, Hamburg, Hannover, München, Salzburg, Stuttgart, Wien und Zürich angeflogen.
Air Baltic hat seit dem 28. März 2021 eine Codesharing-Partnerschaft mit der Lufthansa für die Verbindungen von München nach Tallinn und von München nach Riga.

## Flotte

### Aktuelle Flotte
Mit Stand April 2025 besteht die Flotte der Air Baltic aus 50 Flugzeugen mit einem Durchschnittsalter von 4,5 Jahren:
| Flugzeugtyp     | Anzahl | bestellt | Anmerkungen  | Sitzplätze | Durchschnittsalter |
| --------------- | ------ | -------- | ------------ | ---------- | ------------------ |
| Airbus A220-300 | 50     | 40       | zehn inaktiv | 145 149    | 4,5 Jahre          |
| Gesamt          | 50     | 40       |              |            | 4,5 Jahre          |

### Aktuelle Sonderbemalungen
| Flugzeugtyp     | Luftfahrzeugkennzeichen | Bemalung            | Taufname  | Zeitraum           | Bild |
| --------------- | ----------------------- | ------------------- | --------- | ------------------ | --- |
| Airbus A220-300 | YL-AAU                  | „100th Airbus A220“ |           | seit Oktober 2020  | |
| Airbus A220-300 | YL-ABN                  | „Latvija“           |           | seit April 2023    | |
| Airbus A220-300 | YL-CSL                  | „Latvija“           | „Riga“    | seit Dezember 2021 | |
| Airbus A220-300 | YL-ABX                  | „Baltic heritage“   |           | seit Februar 2025  | Bild gesucht Die Wikipedia wünscht sich an dieser Stelle ein Bild. Weitere Infos zum Motiv findest du vielleicht auf der Diskussionsseite . Falls du dabei helfen möchtest, erklärt die Anleitung , wie das geht. |
| Airbus A220-300 | YL-CSJ                  | „Estonian Flag“     | „Tallinn“ | seit Juni 2019     | |
| Airbus A220-300 | YL-CSK                  | Lithuanian Flag     | „Vilnius“ | seit August 2019   | |

### Ehemalige Sonderbemalungen

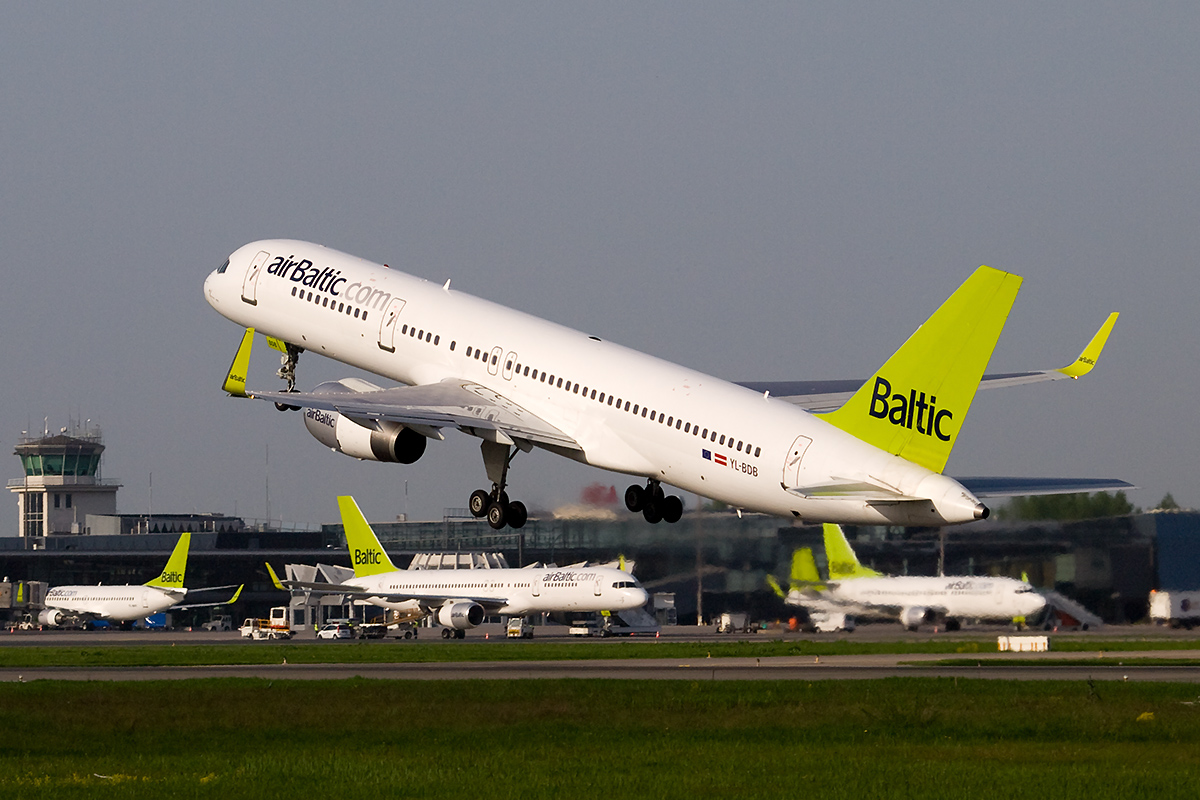
Boeing 757-200 der AirBaltic

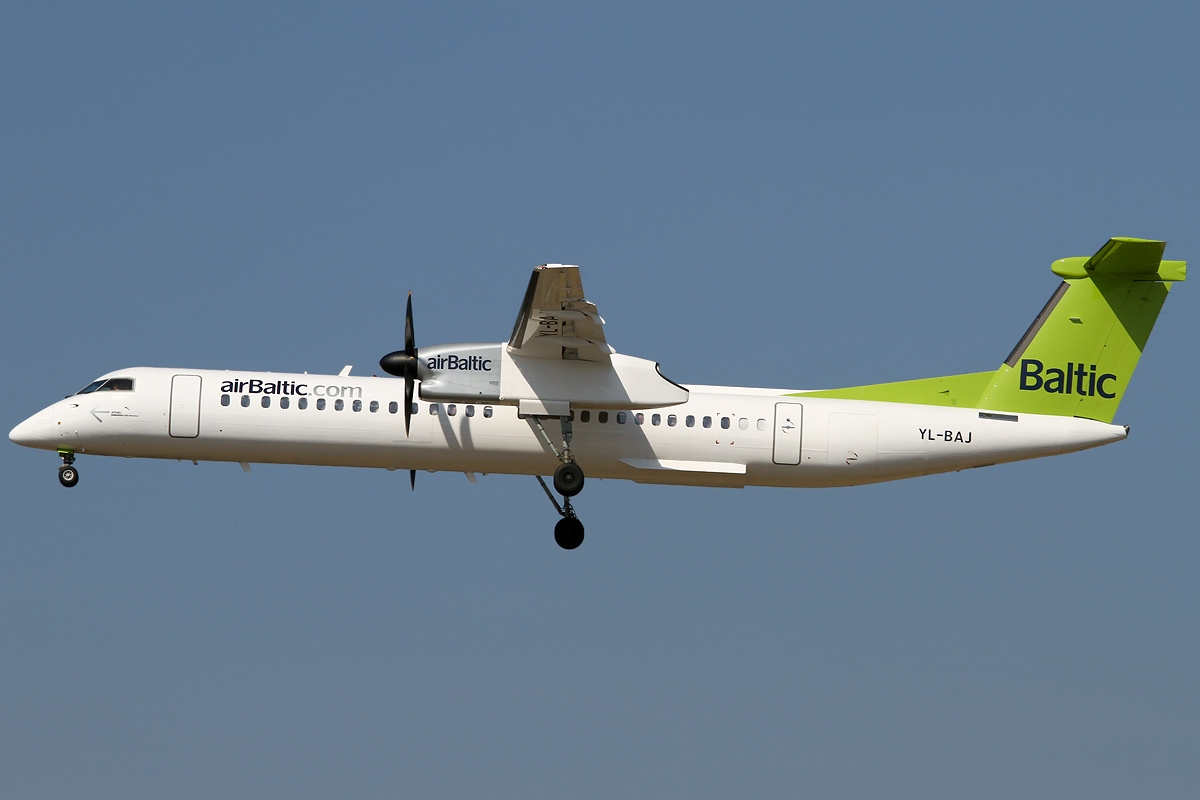
DHC-8-400 der Air Baltic

| Flugzeugtyp     | Luftfahrzeugkennzeichen | Bemalung     | Taufname | Zeitraum                        | Bild |
| --------------- | ----------------------- | ------------ | -------- | ------------------------------- | ---- |
| Airbus A220-300 | YL-CSL                  | „Latvia 100“ | „Riga“   | November 2018 bis Dezember 2021 |      |
| Boeing 737-500  | YL-BBN                  | „Sochi“      |          | Januar 2014 bis November 2018   |      |

### Ehemalige Flugzeugtypen
In der Vergangenheit setzte Air Baltic bereits folgende Flugzeuge ein:
| Flugzeugtyp                   | Anzahl | von  | bis  | Anmerkungen                          |
| ----------------------------- | ------ | ---- | ---- | ------------------------------------ |
| Airbus A319-100               | 01     | 2013 | 2014 | betrieben durch Czech Airlines (CSA) |
| Airbus A320-200               | 04     | 2023 | 2023 | betrieben durch Avion Express Malta  |
| Boeing 737-300                | 09     | 2006 | 2020 |                                      |
| Boeing 737-500                | 11     | 2003 | 2019 |                                      |
| Boeing 757-200                | 02     | 2008 | 2014 |                                      |
| British Aerospace 146-200     | 01     | 1995 | 1996 | betrieben durch Manx Airlines        |
| British Aerospace Avro RJ70   | 03     | 1996 | 2005 |                                      |
| De Havilland Canada DHC-8-400 | 12     | 2010 | 2023 |                                      |
| Fokker 50                     | 10     | 1998 | 2013 |                                      |
| Saab 340                      | 03     | 1995 | 1999 |                                      |